# Maria Gorete Pereira
Maria Gorete Pereira (Juazeiro do Norte, 10 de abril de 1952) é uma fisioterapeuta e política brasileira, filiada ao Partido Liberal (PL), com atuação política no Ceará.

## Biografia
Filha de Antônio Pereira da Silva e Tereza de Souza Pereira. Graduada em Fisioterapia pela Universidade de Fortaleza em 1972, nela obteve a pós-graduação em Tecnologia da Educação em 1981. Assumiu a presidência do Sindicato de Fisioterapia e Terapia Ocupacional de Fortaleza em 1979, mantendo-a até 1985. Em 1990 foi eleita presidente da Associação Beneficente Cearense de Reabilitação e prestou serviços junto à Secretaria Municipal de Saúde na capital cearense e na Secretaria de Estadual de Saúde, além de integrar o Conselho Estadual de Saúde.

## Carreira política
Eleita vereadora de Fortaleza pelo PFL em 1988 e 1992, foi líder do partido na Câmara Municipal e depois presidente do diretório municipal, além de vice-presidente do diretório estadual. Eleita deputada estadual em 1994 e 1998, foi líder da bancada pefelista e em 2002 alcançou uma suplência de deputado federal, chegando a ser convocada por duas vezes para exercer o mandato, já filiada ao PL. Eleita em 2006, ingressou no PR ao fim daquele ano e obteve novo mandato em 2010.
Foi eleita deputada federal em 2014, para a 55.ª legislatura (2015-2019), pelo Partido da República. Se absteve no Processo de impeachment de Dilma Rousseff. Posteriormente, votou a favor da PEC do Teto dos Gastos Públicos. Apoiou a Reforma Trabalhista.  Em agosto de 2017 votou contra o processo em que se pedia abertura de investigação do então Presidente Michel Temer, ajudando a arquivar a denúncia do Ministério Público Federal.
Nas eleições de 2018, foi novamente candidata a deputada federal pelo PR, mas não conseguiu ser reeleita, ficando como primeira suplente da coligação PT/PCdoB/PP/PV/PR/PMN;
Nas eleições de 2022, concorreu ao cargo de deputada federal pelo Partido Liberal mais uma vez. No entanto, obteve apenas 36.507 votos e ficou como quarta suplente do seu partido.